# Streaming (película de 2025)
Streaming (en hangul, 스트리밍; romanización revisada, Seuteuriming) es una película surcoreana de suspenso escrita y dirigida por Jo Jang-ho, y protagonizada por Kang Ha-neul. Se estrenó en Corea del Sur el 21 de marzo de 2025.

## Sinopsis
Woo Sang es el streamer de canales de crimen más popular de Corea, con el primer puesto en suscriptores. Saltó a la fama analizando casos sin resolver, pero su caída es igual de rápida que su ascenso cuando una controversia lo derrumba. Decidido a recuperar su puesto, Woo Sang comienza a transmitir en vivo su investigación sobre unos asesinatos en serie. Con habilidades que no son inferiores a las de un experto en delitos, busca al culpable, el «asesino del dobladillo» (debido a la peculiar costumbre de cortar los dobladillos de la ropa de sus víctimas), identificando los movimientos de las víctimas y las personas a su alrededor. Todo ello se transmite en vivo por su canal, y los espectadores disfrutan de la transmisión apoyándolo con sus comentarios y sus donativos; asi se acerca cada vez más a descubrir la identidad del asesino. Pero a cierto punto se ve envuelto en problemas debido al comportamiento inesperado de Matilda, su compañera de transmisión. Pierde la iniciativa ante ella, y se convierte en blanco de burlas por un error cometido durante una sesión. Entonces Matilda desaparece repentinamente y Woo Sang, a petición de sus suscriptores, va a su casa para aclarar lo sucedido. La encuentra vacía, pero al revisar su ordenador encuentra un vídeo que muestra el secuestro de Matilda por parte de un desconocido. Woo Sang tiene que encontrarla.

## Reparto
- Kang Ha-neul como Woo Sang.[3][4][5]
- Ha Seo-yoon como Matilda.[6][7]
- Kang Ha-kyung como Lee Jin-seong.[8]
- Ha Hyun-soo como KJ5385.
- Park Tae-san como Rolly Park.
- Song Duk-ho como Oh Ryoon-goo.
- Joo Ji-ah como Da-sol.
- Lee Sang-mi como Han Ji-woo.
- Yun Yong-sik como analista de voz.
- Choo Suk-young como jefe del equipo de repartidores.
- Lim Hyoun-soo como un repartidor.

### Apariciones especiales
- Kim Ki-doo como Tae-ho.
- Han Jae-young como el hombre tatuado.

## Producción
Streaming es una coproducción de Very Good Studio y TH Story, distribuida por Lotte Entertainment, y escrita y dirigida por Jo Jang-ho. Este se había dado a conocer como escritor al publicar dos novelas en 2017 y 2019, de las cuales la segunda sirvió de base para una serie televisiva. Pero este es su primer trabajo como director de cine. En realidad, y a excepción de Kang Ha-neul, prácticamente todo el reparto tanto artístico como técnico está compuesto por novatos. En particular, es el debut de la actriz Ha Seo-yoon, que trabajaba a tiempo parcial mientras rodaba.
La presencia de Kang Ha-neul en un reparto de debutantes fue explicada por el propio director Jo: Hacia 2014, cuando Kang era una joven estrella en ascenso, lo había elegido para su primer proyecto como director, que no llegó a materializarse. Cuando escribió el guion de Streaming tiempo después lo hizo pensando en Kang Ha-neul desde el principio, pero en ese momento el actor estaba a punto de empezar el servicio militar y tuvo que esperar a su conclusión: «necesitaba un actor que pudiera captar la atención del público durante tanto tiempo [...] Desde el principio pensé que sería imposible sin Kang Ha-neul».
El rodaje se realizó del 2 de marzo a mayo de 2021. Dado el tema de la película, está rodada como si se tratara de una transmisión real por Internet. De este modo, la pantalla muestra ventanas de chat, báneres publicitarios, etc., con la cámara fija como es habitual en este tipo de transmisiones. Muchas de las escenas fueron de gran duración (hay una toma de casi diez minutos), para lo que fue útil la experiencia en teatro de Kang Ha-neul, que aparece en casi todas aquellas: en más del 90 % de la película está solo frente a la cámara.
La producción se presentó en conferencia de prensa el 17 de marzo de 2025, a la que acudieron el guionista y director Jo Jang-ho y el protagonista Kang Ha-neul. Más adelante, hubo también un pase previo en Megabox COEX en Gangnam-gu, Seúl, el 15 de abril de 2025, con la presencia de Jo Jang-ho y los actores Kang Ha-neul y Ha Seo-yoon. Aquel afirmó en tal ocasión que «muchas películas y dramas existentes con temática de drogas tienen tonos oscuros y pesados, pero quería hacer una película ligera, alegre y de ritmo rápido».

## Estreno y recepción
Streaming se estrenó el 21 de marzo de 2025. Ocupó el primer lugar en la taquilla de Corea durante el fin de semana de estreno, con 76 575 espectadores. Al final de su paso por las salas de cine apenas superó los cien mil espectadores (104 505 en total, que pudieron verla en 819 salas); en este reultado pudieron influir la escasa promoción, la clasificación para mayores de 19 años, y el uso de un formato poco conocido. La recaudación fue del equivalente a 741 437 dólares, lo que la colocaba al 5 de julio de 2025 en la vigésimo segunda posición por taquilla entre las producciones surcoreanas estrenadas en el año.
Desde el 22 de abril estuvo disponible en numerosos canales de pago y servicios OTT surcoreanos. El 24 de junio se estrenó mundialmente en la plataforma Netflix, donde alcanzó un eco que contrasta con el pobre resultado de público en cines, como prueba del cambio de hábitos de los espectadores.
En ámbito internacional, el 27 de marzo la distribuidora Lotte Entertainment anunció que había completado las preventas en 98 países. Los primeros estrenos confirmados serían el mismo 27 en Singapur, el 17 de abril en Malasia y el 26 de septiembre en Japón.

### Crítica
Jeong Yu-jin (News 1) subraya el carácter en algunos sentidos experimental de la película: es la ópera prima de su director, que además la diseñó con el uso exclusivo de las pantallas que el protagonista emite en tiempo real. Para Jeong, «lo que más destaca en la película es la transformación del actor Kang Ha-neul, quien interpreta al tipo de persona que le resulta más desagradable [...] Aparece en casi todas las escenas de la película y se convierte en el centro de atención, permitiendo que el público se sumerja en la obra. En particular, Streaming seleccionó a otros actores con rostros desconocidos además de Kang Ha-neul para una dirección realista, y el papel de Kang Ha-neul era tan importante que lo logró con facilidad». Sin embargo, encuentra algunos fallos: «al tratarse de una película de suspenso policial, la torpeza del director debutante se revela en la estructura. No solo el mensaje que la película intenta transmitir no se transmite bien a través de los diálogos, sino que también falta suspense en el proceso de la búsqueda de Matilda».
Park Jin-young (Joy News 24) considera que el tema de la película, el uso de las transmisiones en directo para perseguir a un asesino, no es nuevo en absoluto, pero que el modo de plasmarlo en la pantalla sí le añade novedad: «la composición y la ambientación que capturan la vitalidad, los anuncios insertados en el medio y otros detalles que dan la sensación de estar viendo una transmisión en vivo durante toda la película, brindan tal emoción que no podrás apartar la vista hasta el final». Por otro lado, hace reflexionar sobre el poder de este medio comunicativo, muchas veces usado de forma negativa. Destaca por último la prueba de actuación del protagonista, la «explosiva capacidad actoral de Kang Ha-neul para expresar la creciente gama emocional» del personaje.
También Park Jeong-hoon (Money Today) destaca sobre todo lo demás el trabajo de Kang Ha-neul, que «muestra sus espléndidas habilidades actorales individuales al sumergirse por completo en el personaje de Woo-sang. Incluso en el festín de tomas únicas para expresar la pantalla de transmisión que se centra continuamente en un personaje principal, su supuesta "forma" no se derrumba hasta que aparecen los créditos finales de la película». Pero le acompañan las actuaciones de dos novatos talentosos, Ha Seo-yoon y Kang Ha-kyung, que «captura la transformación más extrema del personaje en un solo rostro, y deja un gran impacto a pesar de su corta duración». Sobre el tema, «el desarrollo de la película es rápido y ligero, pero el final es pesado y serio», con su mensaje sobre la responsabilidad de los creadores de esta clase de contenidos provocadores.

## Premios y candidaturas
| Año  | Premios                     | Categoría               | Candidato   | Resultado | Ref.          |
| ---- | --------------------------- | ----------------------- | ----------- | --------- | ------------- |
| 2025 | 61.os Premios Baeksang Arts | Mejor actriz revelación | Ha Seo-yoon | Nominada  | [ 21 ] [ 22 ] |